# Felipe Carrillo Puerto (Quintana Roo)
Felipe Carrillo Puerto ist eine Stadt im mexikanischen Bundesstaat Quintana Roo und Sitz des gleichnamigen, ländlich geprägten Municipio Felipe Carrillo Puerto. Während des Kastenkriegs befand sich hier das religiöse und politische Zentrum der aufständischen Maya, Chan Santa Cruz.
Die Stadt hatte im Jahr 2020 etwa 30.000 Einwohner, mehrheitlich Maya. Das Municipio hat etwa 84.000 Einwohner, wovon die Mehrheit Mayathan spricht (davon die meisten auch Spanisch).
Die Stadt ist bis heute von der umliegenden Land- und Forstwirtschaft geprägt und ohne Industrie. In neuerer Zeit gewinnt der Tourismus im Zusammenhang mit der Geschichte des Kastenkriegs an Bedeutung. So gibt es Touristenführungen zu dem Cenote, an dem einst das Sprechende Kreuz gefunden wurde.

## Geschichte
Nachdem mexikanischen Truppen 1901 unter General Ignacio Bravo die Maya-Stadt Chan Santa Cruz eingenommen hatten, wurde diese zerstört und an ihrer Stelle die Stadt und Militärgarnison Santa Cruz de Bravo gebaut. Präsident Porfirio Díaz ernannte den siegreichen General Bravo, nach dem die Stadt benannt war, zum Militärgouverneur des neu gebildeten Territoriums Quintana Roo, der seinen Sitz in Santa Cruz de Bravo hatte.
Die umliegenden Wälder wurden durch Konzessionsvergabe an ausländische Konzerne und den Bau einer Eisenbahn von Santa Cruz de Bravo zum Hafen Vigía Chico (heute Teil des Biosphärenreservats Sian Ka'an) für die Holz- und Kautschukgewinnung erschlossen. Der Krieg gegen die Maya-Guerilla wurde fortgesetzt, doch gelang es nicht, die Maya-Kämpfer (Cruzoob) vollständig zu vernichten. An diesen Kämpfen war auch der spätere kurzzeitige Präsident Mexikos, Oberst Victoriano Huerta, beteiligt.
Nach dem Sturz von Porfirio Díaz im Zuge der mexikanischen Revolution wurde der Gouverneur General Bravo abberufen und der Verwaltungssitz des Territoriums 1915 nach Payo Obispo (heute Chetumal) verlegt. Die geraubten Ländereien von Chan Santa Cruz wurden in den zwanziger Jahren den Maya als Ejidos rückübertragen. Die Stadt Santa Cruz de Bravo verfiel. Eine Pocken-Epidemie führte in dieser Zeit zu erneuten schweren Bevölkerungsverlusten unter den Maya.
Erst in den 1930er Jahren wurde der Ort als Zentrum des Holz- und Kautschukhandels neu besiedelt und trägt seit 1932 den Namen des gleichnamigen sozialistischen Gouverneurs von Yucatán nach der mexikanischen Revolution, Felipe Carrillo Puerto, unter dem die Holz- und Kautschukausbeutung den ausländischen Konzernen entzogen wurden und ausschließlich Personen mit Wohnsitz in der Region gestattet wurde.
Die veränderten politischen und sozio-ökonomischen Bedingungen ermöglichten schließlich 1935 einen Friedensvertrag der verbliebenen Cruzoob mit der mexikanischen Regierung, in der erstere die mexikanische Herrschaft anerkannten.
Noch heute praktizieren einige Maya-Gruppen im Gebiet der Gemeinde Felipe Carrillo Puerto den Kult des Sprechenden Kreuzes, als bekannteste im Dorf X-Cacal Guardia.